# سیارک ۲۷۳۳۶
سیارک ۲۷۳۳۶ (به انگلیسی: 27336 Mikequinn، نامگذاری:2000CZ88)۲۷۳۳۶مین سیارک کشف شده‌است که در ۰۴ فوریه ۲۰۰۰ کشف شد.